# Waszulki
Waszulki (niem. Waschulken, w latach 1938–1945 Waiselhöhe) – wieś w Polsce położona w województwie warmińsko-mazurskim, w powiecie nidzickim, w gminie Nidzica.
W latach 1975–1998 miejscowość administracyjnie należała do województwa olsztyńskiego.